# 泉街車站 (IRT萊辛頓大道線)
泉街車站（英語：Spring Street station）是紐約地鐵IRT萊辛頓大道線一個慢車地鐵站，位於曼哈頓小意大利和蘇豪區的拉法葉街及泉街，設有4號線（僅深夜停站）、6號線（任何時候停站）列車服務，而繁忙時段的尖峰方向還有開行<6>列車。

## 車站結構
| Ground | 街道層   | 出入口                                                                |
| 月台層 | 側式月台 | 側式月台                                                              |
| 月台層 | 北行慢車 | ← 往佩勒姆灣公園或帕克徹斯特 (布利克街) ← 深夜時往伍德羅恩 (布利克街) |
| 月台層 | 北行快車 | ← 不停靠                                                              |
| 月台層 | 南行快車 | → 不停靠 →                                                            |
| 月台層 | 南行慢車 | → 往布魯克林大橋-市政府 (堅尼街) → → 深夜時往新地段大道 (堅尼街) →    |
| 月台層 | 側式月台 |                                                                       |

泉街是曼哈頓第一條地鐵線28個原初車站之一，於1904年10月27日啟用。當時，泉街為慢車地鐵站，列車來往現時已廢棄的市政府車站到百老匯的145街車站。
泉街是典型的慢車地鐵站設計，設有兩個側式月台和四條軌道，中央兩條是快車軌道。南行慢車軌道為MM1軌道而北行是MM4軌道；MM的編號用作鏈化之用，沿萊辛頓大道線由布魯克林橋-市政府車站經大中央車站及42街接駁線到時報廣場-42街車站。雖然此站不設快車月台，南行和北行的快車軌道分別被編號為MM2和MM3軌道。兩個月台都有輕微的彎道，但由於彎道並不大，月台空隙也不大，也不需安裝月台伸縮踏板。
泉街一度擁有獨特的第五條中央軌道，現時已經被移除。這條軌道的生命並不長，於地鐵通車以後兩年的1906年被截斷和移除。雖然其功用一直未確定，但道床現作用作機房。

## 外部連結
- nycsubway.org—IRT East Side Line: Spring Street
- Station Reporter — 4 train
- Station Reporter — 6 Train
- Forgotten NY — Original 28 – NYC's First 28 Subway Stations （页面存档备份，存于）
- Spring Street uptown entrance from Google Maps Street View
- Spring Street downtown entrance from Google Maps Street View
- Platforms from Google Maps Street View （页面存档备份，存于）